# 2023 FW14
2023 FW14 est le second astéroïde troyen de Mars connu autour du point L4 du couple Soleil-Mars et le 17e troyen de Mars identifié.

## Découverte
L’astéroïde découvert en 2023 par Pan-STARRS est confirmé et décrit comme troyen de Mars par les études observationnelles de l'Instituto de Astrofísica de Canarias et de l'Université Complutense de Madrid à partir des données du Gran Telescopio Canarias (GTC). C’est le second troyen martien sur le point L4 à 60° devant Mars.

## Classification
2023 FW14  est répertorié dans la catégorie des petits objets célestes. C’est un astéroïde troyen proche du type S voire primitif capturé à partir de la population astéroïdale proche de la Terre croisant Mars.

## Orbite
Les résultats des deux années de travaux de l’UCM publiés dans la revue Astronomy and Astrophysics ont confirmé que l’astéroïde est le second troyen arrivé il y a environ un million d'années au point L4 sur l’orbite de Mars et pourrait se transférer ensuite sur une orbite croisant celle de Mars dans environ 10 millions d'années. Inversement les troyens du point L5, principalement de la famille d'astéroïdes Eurêka, auraient accompagné Mars depuis sa formation, ils ont une orbite plus stable ainsi que le premier troyen L4 l'astéroïde 1999 UJ7.

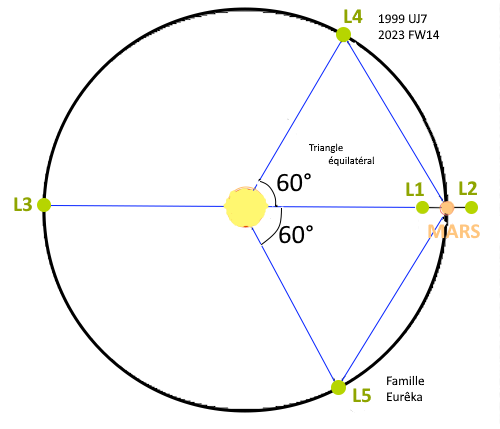
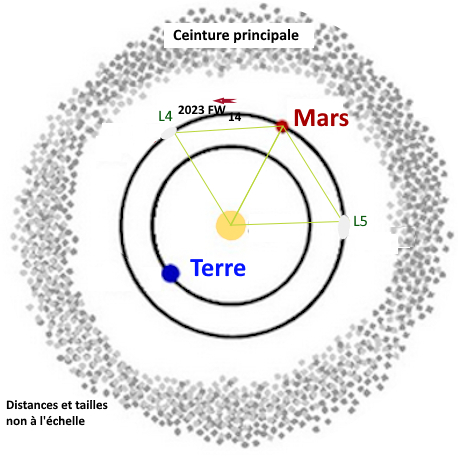

## Origine
Le directeur des études sur 2023 FW14, Raul de la Fuente Marcos , donne deux origines possibles à partir de ses divergences avec les troyens de L5 et le premier troyen L4 1999 UJ7 :
- Possiblement un fragment du troyen 1999 UJ7 ;

- Une capture dans la population astéroïdale proche de la Terre traversant l'orbite de Mars[6],[9].